# Vesna Fabjan
Vesna Fabjan, slovenska smučarska tekačica, * 13. marec 1985.
Fabjanova je za Slovenijo nastopila na Zimskih olimpijskih igrah 2006 v Torinu, kjer je nastopila v šprintu in ekipnem šprintu. Posamično je osvojila 40. ekipa pa 14. mesto.
Na naslednjih OI v Vancouvru 2010 je v ekipnem šprintu dosegla 11. v posamični konkurenci pa 23. mesto.
Njen najboljši dosežek na Svetovnih prvenstvih je četrto mesto doseženo v Oslu 2011 v prostem šprintu.
Največji uspeh v njeni karieri sta dve zmagi v svetovnem pokalu, obe doseženi v Ribinsku v Rusiji v prosti tehniki šprinta. Prva leta 2010 druga pa 2011. Poleg tega ima še dvoje stopničk za svetovni pokal.
Na Zimskih olimpijskih igrah 2014 je v šprintu osvojila bronasto medaljo.
Leta 2025 je na izredni podelitvi prejela Bloudkovo nagrado po novem zakonu za nazaj.

## Zmage v svetovnem pokalu
| Sezona  | Datum           | Disciplina             | Prizorišče | Država |
| ------- | --------------- | ---------------------- | ---------- | ------ |
| 2009/10 | 22. januar 2010 | 1,3 km šprint - prosto | Ribinsk    | Rusija |
| 2010/11 | 5. februar 2011 | 1,3 km šprint - prosto | Ribinsk    | Rusija |

### Zimske olimpijske igre 2014
Vesna Fabjan je 11. februarja 2014 osvojila drugo tekaško medaljo za samostojno Slovenijo in sicer v sprintu. Že v kvalifikacijah je tekla odlično in bila 4., v finale se je uvrstila kot edina Slovenka in ubranila Slovenko bronasto medaljo izpred štirih let, ko jo je osvojila Petra Majdič.